# 545

## Nașteri
- dată necunoscută: Abdullah ibn Abd al-Muttalib  (d. 570)

## Decese
- 3 iunie: Sfânta Clotilda  (n. 474)
- 6 noiembrie: Leonard de Limoges  (n. 496)